# تاندربولتز*
تاندربولتز* (به انگلیسی: Thunderbolts*) یک فیلم ابرقهرمانی آمریکایی محصول ۲۰۲۵ بر اساس مارول کامیکس است که تیم تاندربولتز در آن حضور دارند. این فیلم که توسط مارول استودیوز تولید و توسط استودیو سینمایی والت دیزنی توزیع شده است، سی و ششمین فیلم در دنیای سینمایی مارول (MCU) محسوب می‌شود. کارگردانی این فیلم بر عهده جیک شرایر و نویسندگی اریک پیرسون و جوآنا کالو است و گروهی از بازیگران با حضور فلورنس پیو، سباستین استن، وایت راسل، اولگا کوریلنکو، لوئیس پولمن، گرالداین ویسونافن، کریس باوئر، وندل پیرس، دیوید هاربر، هانا جان کامن و جولیا لوئی درایفوس در آن حضور دارند. در این فیلم، گروهی از ضدقهرمانان در دامی مرگبار گرفتار می‌شوند و مجبور می‌شوند برای انجام مأموریتی خطرناک با یکدیگر همکاری کنند.
مارول استودیوز در سال ۲۰۲۱ برای نخستین بار به تشکیل تیمی به نام تاندربولتز در دنیای سینمایی مارول اشاره کرد. در ژوئن ۲۰۲۲ اعلام شد که این فیلم در حال توسعه است و شرایر و پیرسون به پروژه پیوسته‌اند. بازیگران اصلی در سپتامبر همان سال معرفی شدند و انتخاب بازیگران تا اوایل ۲۰۲۳ ادامه یافت. لی سونگ جین در مارس ۲۰۲۳ برای بازنویسی فیلمنامه به تیم اضافه شد؛ او یکی از چند هنرمندی بود که از سریال مشاجره (۲۰۲۳–اکنون) دوباره با شرایر همکاری کرد. تولید فیلم به دلیل اختلافات کارگری هالیوود در سال ۲۰۲۳ به تعویق افتاد و این باعث تغییراتی در بازیگران در اوایل ۲۰۲۴ شد. تا آن زمان، کالو نیز برای بازنویسی‌های بیشتر به پروژه ملحق شد. فیلم‌برداری از فوریه تا ژوئن ۲۰۲۴ در استودیوهای تریلیث و آتلانتا مترو در آتلانتا، جورجیا و همچنین در لوکیشن‌هایی در یوتا و کوالا لامپور انجام شد.
تاندربولتز* در ۲۲ آوریل ۲۰۲۵ در امپایر، میدان لستر لندن، انگلستان، به نمایش درآمد و در ۲ مه در ایالات متحده به عنوان آخرین فیلم از فاز پنجم دنیای سینمایی مارول اکران شد. پایان فیلم نشان می‌دهد که تیم تاندربولتز با نام «انتقام‌جویان جدید» بازسازی برند شده‌اند. در تیتراژ پایانی مشخص می‌شود که علامت ستاره در عنوان فیلم به انتقام‌جویان جدید اشاره دارد. پس از آخر هفته افتتاحیه فیلم، مارول استودیوز شروع به بازاریابی فیلم با این عنوان کرد. با وجود نقدهای مثبت منتقدان، فیلم تاندربولتز* در گیشه عملکرد ضعیفی داشته و با بودجه تولید ۱۸۰ میلیون دلار، تنها ۳۸۲ میلیون دلار فروش داشته است، هرچند هشتمین فیلم پرفروش سال ۲۰۲۵ شد.

## داستان
در مالزی، یلنا بلووا به دستور والنتینا آلگرا دی فونتین، رئیس سیا، یک آزمایشگاه را منهدم می‌کند؛ دی فونتین در تلاش است تا هرگونه مدرک از ارتباط خود با پروژهٔ ابرانسانی «سنتری» گروه O.X.E را از بین ببرد. در حالی‌که دی فونتین با خطر قریب‌الوقوع استیضاح به‌خاطر همکاری‌اش با گروه O.X.E روبه‌رو است، به‌طور جداگانه مزدورانی چون یلنا، جان واکر، آوا استار و آنتونیا دریکوف را به تأسیساتی مخفی از O.X.E می‌فرستد تا یکدیگر را از میان بردارند. پس از آن‌که آوا، آنتونیا را می‌کشد، مردی فراموش‌کار به‌نام باب از یک محفظهٔ انجماد خارج می‌شود. پس از آن‌که متوجه می‌شوند برای نابودی و از بین رفتن شواهد به آن‌جا فرستاده شده‌اند، با همکاری یکدیگر می‌کوشند از دام بگریزند. تماس فیزیکی با باب باعث می‌شود که یلنا و واکر برای لحظه‌ای خاطرات تلخ خود را تجربه کنند.
دی فونتین متوجه می‌شود که گروه زنده مانده‌اند و باب یکی از داوطلبانی بوده که گمان می‌رفت در آزمایش‌های سنتری جان باخته باشد. زمانی‌که دی فونتین به محل می‌رسد، باب با جلب آتش دشمن، فرصت فرار یلنا، واکر و آوا را فراهم می‌کند. باب با وجود تیر خوردن آسیبی نمی‌بیند، اما بی‌اختیار به هوا اوج می‌گیرد و پس از سقوطی شدید در همان مجتمع، دستگیر شده و به برج پیشین انتقام‌جویان در منهتن منتقل می‌شود که اکنون به «برج دیده‌بان» تغییر نام داده است. دی فونتین قصد دارد تا باب را به‌عنوان یک ابرقهرمان، جایگزین انتقام‌جویان معرفی کند و با این ترفند تبلیغاتی، از استیضاح نجات یابد. در همین حال، الکسی شوستاکوف، که جزئیاتی از نقشهٔ دی فونتین را هنگام رانندگی شنیده، یلنا، واکر و آوا را نجات می‌دهد و آن‌ها را «تاندربولت‌ها» می‌نامد، با اشاره به تیم فوتبالی که یلنا در کودکی در آن بازی می‌کرد.
مأموران دی فونتین تاندربولت‌ها را دنبال می‌کنند تا آن‌که نهایتاً نمایندهٔ کنگره باکی بارنز آن‌ها را دستگیر می‌کند؛ او قصد دارد از آن‌ها برای شهادت در روند استیضاح استفاده کند. وقتی باکی می‌فهمد باب یکی از موضوعات محرمانهٔ آزمایش‌های دی فونتین بوده، به آن‌ها می‌پیوندد تا به برج دیده‌بان نفوذ کنند. تاندربولت‌ها متوجه می‌شوند دی فونتین، باب را متقاعد کرده تا به‌عنوان یک قهرمان جدید با عنوان «سنتری» با او همکاری کند. باب به‌آسانی گروه را شکست می‌دهد و آن‌ها را وادار به عقب‌نشینی می‌کند، سپس دچار توهمی خداگونه شده و علیه دی فونتین می‌شورد. اما دستیارش مل با فعال‌کردن کلید مرگ تعبیه‌شده، او را از پا درمی‌آورد. این اقدام باعث ظهور وُید، سویهٔ ویرانگر و تجسم افسردگی و ناامنی‌های درونی باب می‌شود، که از فرایند آزمایش و ذهن شکسته‌اش پدید آمده و شروع به بلعیدن شهر نیویورک در تاریکی فراطبیعی می‌کند و شهروندان را در بُعدهای جیبی به دام می‌اندازد.
یلنا درمی‌یابد تنها راه توقف وُید، ورود به ذهن باب از درون تاریکی است. او با گذشتهٔ تلخ خود به‌عنوان بیوهٔ سیاه روبه‌رو می‌شود و باب را در بازآفرینی اتاق دوران کودکی‌اش می‌یابد، جایی که توسط والدینش مورد آزار قرار گرفته بود. دیگر اعضای تاندربولت نیز به او می‌پیوندند و با هم به خاطرهٔ نخستین آزمایش باب در مالزی سفر می‌کنند، زمانی‌که او برای رهایی از اعتیاد و یافتن هدف، داوطلب این آزمایش شده بود. آن‌ها با وُید روبه‌رو می‌شوند اما سریعاً شکست می‌خورند. هنگامی‌که خطر فروپاشی کامل باب نزدیک می‌شود، اعضای تیم با حمایت خود به او قوت قلب می‌دهند. این همبستگی باعث می‌شود باب کنترل خود را بازیابد، بر وُید غلبه کرده، و با بازگشت نور، قربانیان آزاد شوند.
پس از رفع تهدید، تاندربولت‌ها آمادهٔ دستگیری دی فونتین می‌شوند، اما او با برگزاری کنفرانس خبری، افکار عمومی را دست‌کاری کرده و آن‌ها را به‌عنوان انتقام‌جویان نو معرفی می‌کند و خود را عامل موفقیت می‌نمایاند. اعضای گروه فعلاً با این نمایش همراهی می‌کنند، اما یلنا در خلوت به دی فونتین می‌گوید: «حالا تو مال ما هستی» در صحنه پس از تیتراژ، انتقام‌جویان نو و باب دربارهٔ تصمیم کاپیتان آمریکا برای شکایت از آن‌ها به‌دلیل نقض علائم تجاری و بحرانی در فضا گفت‌وگو می‌کنند، وقتی که سیگنالی اضطراری از یک سفینهٔ فضایی فرابُعدی با نشان بزرگ «۴» دریافت می‌کنند.

## بازیگران
- سباستین استن در نقش باکی بارنز: یک سرباز پیشرفته و رهبر دفاکتو تاندربولتز.[۸][۹] او که گمان می‌رود در جریان جنگ جهانی دوم کشته شده است، در زمان حاضر به عنوان یک قاتل شستشوی مغزی قبل از حذف برنامه‌هایش دوباره ظاهر شد.[۸]
- هانا جان کامن در نقش آوا استار / شبح: عضوی از تاندربولتز با ناپایداری مولکولی که می‌تواند از میان اجسام عبور کند.[۸]
- وایت راسل در نقش جان واکر / مأمور ایالات متحده: یک ابرسرباز پیشرفته و عضوی از تاندربولتز. او یک کاپیتان نشاندار سابق تکاوران ارتش ایالات متحده است و قبل از اینکه توسط دولت ایالات متحده به طرز غیر شرافتی اخراج شود، کاپیتان آمریکا شده بود.[۸]
- جولیا لوئی درایفوس در نقش والنتینا آلگرا د فونتین: کنت و مدیر سازمان اطلاعات مرکزی که با بلووا و واکر کار می‌کند.[۸][۱۰]
- فلورنس پیو در نقش یلنا بلووا: یکی از اعضای تاندربولتز که در اتاق قرمز به عنوان یک بیوه سیاه آموزش دیده بود.[۸]
- دیوید هاربر در نقش الکسی شوستاکوف / نگهبان قرمز: عضوی از تاندربولتز که همتای فوق سرباز روسی کاپیتان آمریکا و به عنوان یک پدر برای بلووا است. هاربر گفت که این فیلم بیشتر رابطه پیچیده بین بلووا و شوستاکوف را که در بیوه سیاه (۲۰۲۱) معرفی شد، بررسی می‌کند. او خاطرنشان کرد که بلووا نمی‌تواند شوستاکوف را تحمل کند، اما او به کسی نیاز دارد که به او کمک کند احساس کامل بودن کند و شوستاکوف می‌تواند این نقش را ایفا کند.[۱۱]
- اولگا کوریلنکو در نقش آنتونیا دریکوف / تسک مستر: عضوی از تاندربولتز با رفلکس‌های عکاسی که به او اجازه می‌دهد سبک‌های مبارزه حریفان را تقلید کند. او قبلاً توسط پدرش دریکوف کنترل می‌شد تا ماموریت‌های اتاق سرخ را انجام دهد تا اینکه توسط خواهر بلووا ناتاشا رومانوف آزاد شود.[۸]
- هریسون فورد در نقش تادیوس «تاندربولتز» راس: رئیس‌جمهور ایالات متحده. او قبلاً ژنرال ارتش آمریکا و سپس وزیر امور خارجه آمریکا بود.[۹][۱۲]
- لوئیس پولمن در نقش سنتری[۱۳][۱۴]

علاوه بر این، گرالداین ویسونافن به عنوان دستیار دی فونتین انتخاب شده است، در حالی که انتظار می‌رود لارنس فیشبرن و ریچل وایز نقش‌های خود را به عنوان بیل فاستر و ملینا وستوکف از مارول بازی کنند.

## انتشار
تاندربولتز* در تاریخ ۲ مهٔ ۲۰۲۵ در ایالات متحده منتشر شد. این فیلم قبلاً برای ۲۶ ژوئیه ۲۰۲۴، ۲۰ دسامبر ۲۰۲۴، ۲۵ ژوئیه ۲۰۲۵ و ۵ می ۲۰۲۵ برنامه‌ریزی شده بود. این آخرین فیلم در فاز پنجم دنیای سینمایی مارول است.

## بازخورد
در وبگاه جمع‌آوری نقد راتن تومیتوز، ٪۸۸ از ۳۵۱ بررسی منتقدان مثبت است. اجماع این وبگاه چنین می‌نویسد: «با گردهم‌آوردن گروهی نامتجانس از افراد غیرمعمول و با فلورنس پیو به‌عنوان ستاره برجسته و جذاب، تاندربولتز* به‌طرزی تازه به الگوی موفق و امتحان‌شده بهترین ماجراهای دنیای سینمایی مارول بازمی‌گردد.» این فیلم در متاکریتیک که از میانگین وزنی استفاده می‌کند، بر اساس نظر ۵۳ منتقدین امتیاز ۶۸ از ۱۰۰ را کسب کرده که نشان‌گر «نقدهای عموماً مطلوب» است. مخاطبانی که توسط سینماسکور مورد نظرسنجی قرار گرفتند، به فیلم میانگین امتیاز «A–» در مقیاس A+ تا F دادند، در حالی که مخاطبان پست‌ترک به‌طور متوسط ۴٫۵ از ۵ ستاره به فیلم دادند و ۷۴٪ گفتند که قطعاً فیلم را توصیه می‌کنند.